# Jean-Michel Lucenay
Jean-Michel Lucenay (Fort-de-France, 1978. április 25. –) olimpiai, világ- és Európa-bajnok francia párbajtőrvívó.